# 789

## Nașteri
- dată necunoscută: Ziryab  (d. 857)

## Decese
- dată necunoscută: Hildeprand de Spoleto  (n. ?)